# Lasiochalcidia gracilantenna
Lasiochalcidia gracilantenna is een vliesvleugelig insect uit de familie bronswespen (Chalcididae). De wetenschappelijke naam is voor het eerst geldig gepubliceerd in 2002 door Liu.